# Józef Kostek
Józef Kostek (ur. 25 marca 1966) – polski piłkarz i trener piłkarski, występujący na pozycji napastnika oraz środkowego pomocnika. Wychowanek Lechii Dzierżoniów, grał w Śląsku Wrocław przez cztery sezony. Kostka do Śląska sprowadził Stanisław Świerk w sezonie 1994/1995 – ówczesny trener wrocławskiego zespołu. W tym samym sezonie Kostek otrzymał szansę gry w pierwszym zespole po poważnej kontuzji Janusza Kudyby, Śląsk awansował do Ekstraklasy a Kostek strzelając 21 bramek zdobył tytuł króla strzelców II ligi. Po przygodzie w Śląsku, Kostek wraca na krótko do Lechii Dzierżoniów gdzie trenerem jest również Świerk, po czym razem przenoszą się do grającego w A klasie zespołu Czarni Kondratowice i awansują z tym zespołem do Klasy okręgowej. Od 2009 do 2010 Józef Kostek był drugim trenerem w Lechii Dzierżoniów. Następnie trenował Piławiankę Piława. Obecnie jest trenerem w klubie Nefryt Jordanów Śląski.